# Nemolecanium aptii
Nemolecanium aptii är en insektsart som först beskrevs av Bodenheimer 1941.  Nemolecanium aptii ingår i släktet Nemolecanium och familjen skålsköldlöss.
Artens utbredningsområde är Turkiet. Inga underarter finns listade i Catalogue of Life.